# Mary L. Good
Mary Good, nata Mary Lowe (Grapevine, 20 giugno 1931 – Little Rock, 20 novembre 2019), è stata una chimica statunitense, professoressa presso l'Università dell'Arkansas a Little Rock e alla Louisiana State University. Ha contribuito alla comprensione di catalizzatori come il rutenio che attivano o accelerano le reazioni chimiche.
Ha lavorato anche nella ricerca industriale e nel governo dove è stata Sottosegretario per la Tecnologia presso il Dipartimento del Commercio degli Stati Uniti dal 1993 al 1997 sotto il presidente Bill Clinton e brevemente come Segretario al Commercio degli Stati Uniti dal 3 aprile 1996 al 12 aprile 1996.

## Biografia
Mary Lowe nacque il 20 giugno 1931 a Grapevine, in Texas, da Winnie e John Lowe. La famiglia si trasferì a Kirby, Arkansas nel 1942. Suo padre era preside di una scuola locale, e sua madre un'insegnante e bibliotecaria. La famiglia si trasferì in seguito a Willisville, in Arkansas, dove Mary frequentò il liceo.  Pur non essendoci a scuola alcun laboratorio di chimica, Mary realizzò un rudimentale studio fotografico nella cantina di casa sua dopo aver sistemato un vecchio ingranditore e aver letto le sostanze chimiche necessarie per lo sviluppo delle foto.
Lowe inizialmente frequentò l'Arkansas State Teacher's College (ora University of Central Arkansas) con l'intenzione di diventare un'insegnante di economia domestica. Si interessò alla chimica da matricola e cambiò la sua specializzazione in chimica e fisica, ricevendo la B.Sc presso l'Università dell'Arkansas centrale nel 1950. Lowe diventò uno dei primi tre studenti a laurearsi al programma di chimica dell'Università.
I suoi professori la incoraggiarono a frequentare la scuola di specializzazione. Ebbe una borsa di studio, che le permise di studiare radiochimica con Raymond R. Edwards all'Università dell'Arkansas. Nel 1952 sposò Bill Jewel Good, un compagno di studi laureato in fisica. Mary Lowe Good conseguì la laurea specialistica nel 1953 e il dottorato di ricerca nel 1955 presso l'Università dell'Arkansas, diventando la prima donna dell'Arkansas a conseguire un dottorato in "scienze dure". Il suo lavoro di laurea prevedeva lo studio dello iodio radioattivo in soluzioni acquose (usato per il trattamento delle condizioni della tiroide). Lavorò su processi di estrazione con solvente di complessi metallici e descrisse le proprietà chimiche e fisiche di specie chimiche in un solvente organico. Fu in grado di spiegare perché le soluzioni di iodio radioattivo erano instabili e determinare la concentrazione alla quale le specie sarebbero state ai valori di equilibrio, applicando l'effetto dell'equazione di Nernst.

## La ricerca universitaria
Good ha trascorso 25 anni nell'insegnamento e nella ricerca presso la Louisiana State University e l'Università di New Orleans, che all'epoca faceva parte del Louisiana State University System. Good andò a Baton Rouge come direttore del laboratorio di radiochimica e come istruttore e assistente professore di chimica (1954-1958). A Baton Rouge lavorò sulla chimica dello iodio e dello zolfo con Sean McGlynn.
Nel 1958 Good e suo marito si trasferirono a New Orleans quando a entrambi fu offerto un posto in un nuovo campus che stava per essere istituito. La Louisiana State University New Orleans (LSUNO) è stata la prima università negli stati meridionali ad aprire come istituzione completamente integrata. Ampliando il suo lavoro nel campo della radiochimica, Good si interessò all'uso della spettroscopia per studiare i composti della chimica inorganica, effettuando misurazioni e mettendo in relazione i risultati sperimentali con le previsioni teoriche. È stata in grado di studiare i legami molecolari sia in soluzioni che negli stati solidi. Fu anche in grado di estrarre complessi di rodio, utilizzando solventi organici, e dimostrare che erano bimetallici.

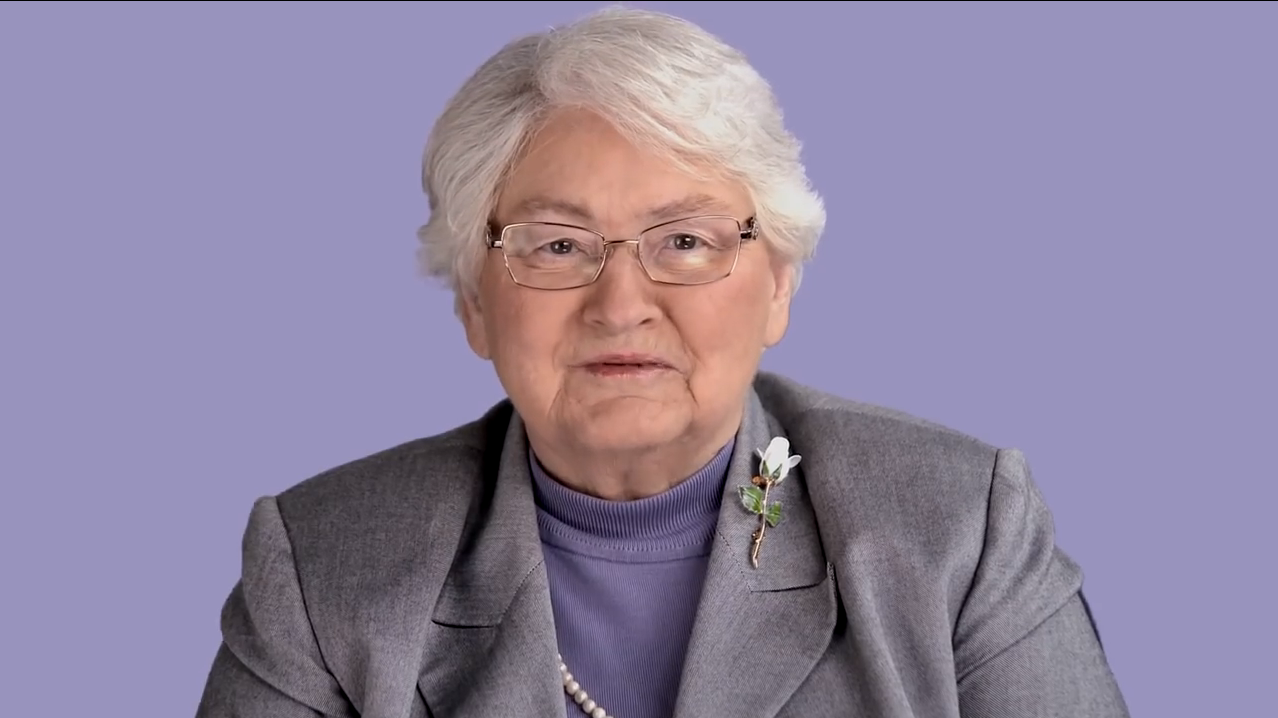
Mary L. Good

Good fu la prima donna a raggiungere il livello più illustre dell'università diventando Boyd Professor of Chemistry a New Orleans (1974-1978). Dal 1978 al 1980, tornò a Baton Rouge per sviluppare un nuovo programma e fu tra i primi a utilizzare le tecniche di spettroscopia Mössbauer per la ricerca chimica di base. La spettroscopia di Mössbauer consente ai ricercatori di studiare le interazioni dei raggi gamma con la materia, osservando differenze molto piccole nell'energia degli elettroni all'interno degli atomi. Questi dati possono essere utilizzati per identificare la struttura molecolare di composti complicati contenenti ioni metallici.
Good contribuì alla comprensione di catalizzatori come il rutenio che attivano o accelerano le reazioni chimiche. A quel tempo, nessuno aveva tentato di osservare gli effetti del Mössbauer nel rutenio, in parte perché doveva essere esaminato a temperature estremamente basse, raffreddato da elio liquido. Good è stato in grado di studiare il rutenio, che esiste in una varietà di stati di ossidazione, e di ricavare informazioni chimiche e strutturali dettagliate.
Lavorò anche nel campo della scienza dei materiali per le indagini fisiche e biologiche dei rivestimenti antivegetativi marini, utilizzati per rimuovere i cirripedi dalle navi.  Le sue pubblicazioni includono più di 100 articoli su riviste e diversi libri.

## La ricerca nell'industria
Nel 1980, Mary Lowe Good lasciò l'università per diventare capo della divisione Engineered Materials Research presso il Signal Research Center, Inc. (precedentemente Universal Oil Products, in seguito Allied-Signal Inc.), con uno staff di 400 scienziati e tecnici e un fatturato annuo di circa 3 miliardi di dollari. Nel 1981 diventò vicepresidente e direttore della ricerca. Diresse il Centro di Ricerca durante un periodo di cambiamenti significativi (proprietà, fusioni, acquisizioni e dismissioni), mantenendo l'attenzione sullo sviluppo di nuove tecnologie e sulla loro concessione e commercializzazione. Fu nominata presidente e direttore della ricerca per il Signal Research Center nel 1985 e presidente della Allied-Signal Engineered Materials Research nel 1986 e poi vicepresidente senior della tecnologia, coordinando le attività di tre centri di ricerca.

## Nel governo
Mary Lowe Good ricoprì incarichi di governo sotto le amministrazioni di quattro presidenti: Jimmy Carter, Ronald Reagan, George H. W. Bush e Bill Clinton.
Nel 1980 venne nominata membro del National Science Board della National Science Foundation da Jimmy Carter. Nel 1986 fu di nuovo nominata da Ronald Reagan. Dal 1988 al 1991 è stata la prima donna a presiedere il consiglio di amministrazione. Nel 1991 il presidente Bush la nominò membro del President's Council of Advisors on Science and Technology (PCAST). Tutte e tre le posizioni erano impegni part-time, ricoperte durante il periodo in cui lei lavorò presso Allied-Signal Inc.
Nel 1993, Good lasciò la Allied Signal per assumere una posizione di quattro anni a tempo pieno come Sottosegretario al Commercio per la Tecnologia nell'Amministrazione Tecnologica, sotto l'amministrazione Clinton.  Durante questo periodo, Good guidò la Clean Car Initiative per sviluppare un'auto ibrida gas-elettrica. Incoraggiò il governo a finanziare la ricerca di base e le tecnologie emergenti. Il 3 aprile 1996 venne nominata Segretario al Commercio degli Stati Uniti, dopo la morte di Ronald H. Brown, fino a quando l'incarico fu affidato nove giorni dopo da Bill Clinton a Mickey Kantor.
Nel 1997 Good diventò professore presso l'Università dell'Arkansas a Little Rock e anche la preside fondatrice del George W. Donaghey College of Engineering and Information Technology (EIT). Andò in pensione il 1º luglio 2011, come preside emerito del College of Engineering and Information Technology presso l'Università dell'Arkansas-Little Rock e consigliere speciale del cancelliere per lo sviluppo economico.

## Morte
Good morì nella sua casa di Little Rock, in Arkansas, il 20 novembre 2019, all'età di 88 anni.

## Premi e riconoscimenti

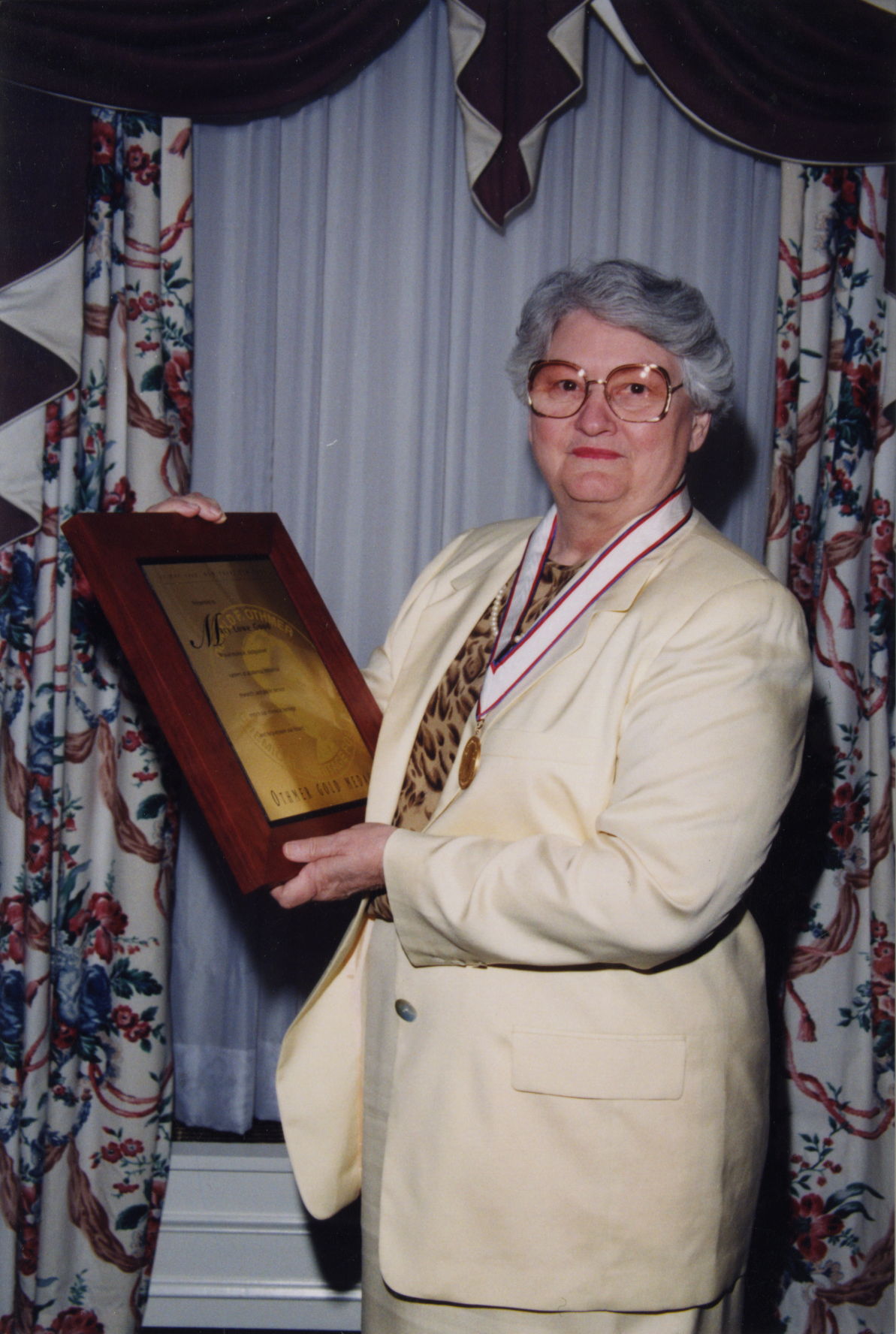
Mary Lowe Good con la Othmer Gold Medal, 1998

- 1969 - Agnes Fay Morgan Research Award[22]
- 1973 - Garvan-Olin Medal[23]
- 1982 - Scientist of the Year, Industrial Research and Development Magazine[5]
- 1983 - American Institute of Chemists Gold Medal[24]
- 1987 - Member of the National Academy of Engineering for both materials and chemical engineering[25]
- 1988 - The Delmer S. Fahrney Medal of the Franklin Institute[26][27]
- 1991 - Charles Lathrop Parsons Award for Public Service, prima donna a riceverlo dall'American Chemical Society[11][28][29]
- 1991 - IRI Medal from the Industrial Research Institute, prima donna a riceverla[30]
- 1994 - Member of the Royal Society of Chemistry
- 1996 - Glenn T. Seaborg Medal, prima donna a riceverla[31]
- 1997 - Priestley Medal, prima donna a riceverla[8][32]
- 1998 - AAAS Philip Hauge Abelson Prize, prima donna a riceverlo[33]
- 1998 - Othmer Gold Medal[34]
- 1999 - Member of the American Academy of Arts and Sciences[35]
- 2000 - Member of the American Philosophical Society[36]
- 2000 -The 6th Annual Heinz Award in Technology, the Economy and Employment[16]
- 2002 - Alpha Chi Sigma Hall of Fame
- 2004 - Vannevar Bush Award, the National Science Foundation's highest honor[37]

## Vita privata
Sposò un compagno di studi in Arkansas, il fisico William L. Good, ed ebbe due figli con lui. Nel suo tempo libero, era coinvolta nella pesca a mosca e nella storia scozzese.